# Sports Authority
A Sports Authority foi uma rede de lojas de artigos esportivos dos Estados Unidos, foi fundada em 1987 por um grupo de empresários, em 1990 foi adquirida pela Kmart, em 2003 se fundiu com a Gart Sports, durante seu auge chegou a ter 460 lojas, a companhia também deu nome ao estádio do Denver Broncos da NFL, o Sports Authority Field at Mile High, encerrou suas atividades em 2016.